# كمبا ووكر
كمبا ووكر (بالإنجليزية: Kemba Walker)‏ مواليد 8 مايو 1990، هو لاعب كرة سلة أمريكي يلعب مع فريق شارلوت هورنتس في الرابطة الوطنية لكرة السلة ويحمل الرقم 15. يبلغ طوله 6 قدم 1 بوصة (1.9 م).

## فرق لعب لها
- شارلوت هورنتس

## روابط خارجية
- كمبا ووكر على موقع الاتحاد الدولي لكرة السلة (الإنجليزية)
- كمبا ووكر على موقع إن بي أي (الإنجليزية)
- كمبا ووكر على موقع سبورتس رفرنس (الإنجليزية)
- كمبا ووكر على موقع كرة السلة الأوروبية.كوم (الإنجليزية)
- كمبا ووكر على موقع إي إس بي إن.كوم (الإنجليزية)
- كمبا ووكر على موقع كلية كرة السلة في سبورتس رفرنس.كوم (الإنجليزية)
- كمبا ووكر على موقع ريلجم (الإنجليزية)
- كمبا ووكر على موقع بروبوليرز (الإنجليزية)
- كمبا ووكر على موقع سبورتس رفرنس (الإنجليزية)